# ATC-kod A16: Övriga medel för matsmältning och ämnesomsättning
ATC-kod A16: Övriga medel för matsmältning och ämnesomsättning är en del av klassificeringssystemet ATC (Anatomical Therapeutic Chemical Classification System) för läkemedel och vissa andra medicinska produkter. ATC utvecklas av WHO och består av alfanumeriska koder indelade i grupper utifrån anatomi, medicinsk funktion och läkemedelstyp på 5 olika kodnivåer. Denna sida utgör innehållet i en specifik grupp på nivå 2.

## A16A Övriga medel förmatsmältningochämnesomsättning

### A16AAAminosyroroch derivat
A16AA01 Levokarnitin
A16AA02 Ademetionin
A16AA03 Levoglutamid
A16AA04 Merkaptamin
A16AA05 Kargluminsyra
A16AA06 Betain

### A16ABEnzymer
A16AB01 Glucocerebrosidase
A16AB02 Imiglukeras
A16AB03 Agalsidase alfa
A16AB04 Agalsidase beta
A16AB05 Laronidas
A16AB06 Sacrosidas
A16AB07 Alglucosidas alfa
A16AB08 Galsulfas
A16AB09 Idursulfas

### A16AX Övriga medel för matsmältning och ämnesomsättning
A16AX01 Tioktinsyra
A16AX02 Anetoltrition
A16AX03 Natriumfenylbutyrat
A16AX04 Nitisinon
A16AX05 Zinkacetat
A16AX06 Miglustat
A16AX07 Sapropterin

### Engelska
- WHO Collaborating Centre for Drug Statistics Methodology - ATC Index
- WHO Collaborating Centre for Drug Statistics Methodology - ATCvet Index

### Svenska
- SIL online
- FASS.se - ATC
- FASS.se - Veterinär-ATC
- Sök läkemedelsfakta - Läkemedelsverket
- Socialstyrelsen : Klassifikationer
- Nationellt produktregister för läkemedel - NPL